# Sony Pictures Animation
Sony Pictures Animation Inc. (skr. SPA) – amerykańska wytwórnia filmów animowanych powstała w 2002 roku należąca do Sony Pictures Entertainment, medialnego skrzydła firmy Sony Corporation. Wszystkie kinowe produkcje przedsiębiorstwa są dystrybuowane przez studio Columbia Pictures, natomiast te wydane w wersjach DVD lub Blu-ray przez Sony Pictures Home Entertainment.
Pierwszy film fabularny wytwórni, Sezon na misia, został wydany 29 września 2006 roku. Najbardziej dochodową produkcją wytwórni jest film Smerfy (2011) – 563,7 mln USD (świat).

## Produkcje filmowe
- 2006: Sezon na misia
- 2007: Na fali
- 2008: Sezon na misia 2
- 2009: Klopsiki i inne zjawiska pogodowe
- 2010: Sezon na misia 3
- 2011: Smerfy
- 2011: Artur ratuje gwiazdkę
- 2012: Piraci!
- 2012: Hotel Transylwania
- 2013: Smerfy 2
- 2013: Klopsiki kontratakują
- 2015: Hotel Transylwania 2
- 2015: Gęsia skórka
- 2015: Sezon na misia: Strach się bać
- 2017: Na fali 2
- 2017: Smerfy: Poszukiwacze zaginionej wioski
- 2017: Emotki. Film
- 2017: Pierwsza gwiazdka
- 2018: Piotruś Królik
- 2018: Hotel Transylwania 3
- 2018: Gęsia skórka 2
- 2018: Spider-Man Uniwersum
- 2019: Angry Birds Film 2
- 2021: Mitchellowie kontra maszyny
- 2021: Smok życzeń
- 2021: Vivo
- 2022: Hotel Transylwania: Transformania
- 2023: Spider-Man: Poprzez multiwersum